# NFC South
NFC South è la division meridionale della National Football Conference, nata nel 2002 a seguito della riorganizzazione della National Football League.
Dalla sua fondazione ne fanno parte: gli Atlanta Falcons, i Carolina Panthers, i New Orleans Saints ed i Tampa Bay Buccaneers.

## Storia
La divisione venne formata facendovi confluire tre squadre precedentemente appartenenti alla NFC West (i Falcons, i Panthers e i Saints) ed una proveniente dalla NFC Central (i Buccaneers).
La NFC South è la prima division dalla riorganizzazione della NFL ad aver visto ognuna delle proprie squadre partecipare ad un Conference Championship Game.

## Albo d'oro della NFC South
| Stagione | Squadra              | Risultato | Risultato nei play-off               |
| -------- | -------------------- | --------- | ------------------------------------ |
| 2002     | Tampa Bay Buccaneers | 12-4-0    | vittoria nel Super Bowl XXXVII       |
| 2003     | Carolina Panthers    | 11-5-0    | sconfitta nel Super Bowl XXXVIII     |
| 2004     | Atlanta Falcons      | 11-5-0    | sconfitta nel NFC Championship Game  |
| 2005     | Tampa Bay Buccaneers | 11-5-0    | sconfitta nel NFC Wild Card Game     |
| 2006     | New Orleans Saints   | 10-6-0    | sconfitta nel NFC Championship Game  |
| 2007     | Tampa Bay Buccaneers | 9-7-0     | sconfitta nel NFC Wild Card Game     |
| 2008     | Carolina Panthers    | 12-4-0    | sconfitta nel NFC Divisional Playoff |
| 2009     | New Orleans Saints   | 13-3-0    | vittoria nel Super Bowl XLIV         |
| 2010     | Atlanta Falcons      | 13-3-0    | sconfitta nel NFC Divisional Playoff |
| 2011     | New Orleans Saints   | 13-3-0    | sconfitta nel NFC Divisional Playoff |
| 2012     | Atlanta Falcons      | 13-3-0    | sconfitta nel NFC Championship Game  |
| 2013     | Carolina Panthers    | 12-4-0    | sconfitta nel NFC Divisional Playoff |
| 2014     | Carolina Panthers    | 7-8-1     | sconfitta nel NFC Divisional Playoff |
| 2015     | Carolina Panthers    | 15-1-0    | sconfitta nel Super Bowl 50          |
| 2016     | Atlanta Falcons      | 11-5-0    | sconfitta nel Super Bowl LI          |
| 2017     | New Orleans Saints   | 11-5-0    | sconfitta nel NFC Divisional Playoff |
| 2018     | New Orleans Saints   | 13-3-0    | sconfitta nel NFC Championship Game  |
| 2019     | New Orleans Saints   | 13-3-0    | sconfitta nel NFC Wild Card Game     |
| 2020     | New Orleans Saints   | 12-4-0    | sconfitta nel NFC Divisional Playoff |
| 2021     | Tampa Bay Buccaneers | 13-4-0    | sconfitta nel NFC Divisional Playoff |
| 2022     | Tampa Bay Buccaneers | 8-9-0     | sconfitta nel NFC Wild Card Game     |
| 2023     | Tampa Bay Buccaneers | 9-8-0     | sconfitta nel NFC Divisional Playoff |
| 2024     | Tampa Bay Buccaneers | 10-7-0    | sconfitta nel NFC Wild Card Game     |

## Squadre qualificate conWild Card
| Stagione | Squadra              | Risultato | Risultato nei play-off               |
| -------- | -------------------- | --------- | ------------------------------------ |
| 2002     | Atlanta Falcons      | 9-6-1     | sconfitta nel NFC Divisional Playoff |
| 2003     | nessuna              |           |                                      |
| 2004     | nessuna              |           |                                      |
| 2005     | Carolina Panthers    | 11-5-0    | sconfitta nel NFC Championship Game  |
| 2006     | nessuna              |           |                                      |
| 2007     | nessuna              |           |                                      |
| 2008     | Atlanta Falcons      | 11-5-0    | sconfitta nel NFC Wild Card Game     |
| 2009     | nessuna              |           |                                      |
| 2010     | New Orleans Saints   | 11-5-0    | sconfitta nel NFC Wild Card Game     |
| 2011     | Atlanta Falcons      | 10-6-0    | sconfitta nel NFC Wild Card Game     |
| 2012     | nessuna              |           |                                      |
| 2013     | New Orleans Saints   | 11-5-0    | sconfitta nel NFC Divisional Playoff |
| 2014     | nessuna              |           |                                      |
| 2015     | nessuna              |           |                                      |
| 2016     | nessuna              |           |                                      |
| 2017     | Carolina Panthers    | 11-5-0    | sconfitta nel NFC Wild Card Game     |
| 2017     | Atlanta Falcons      | 10-6-0    | sconfitta nel NFC Divisional Playoff |
| 2018     | nessuna              |           |                                      |
| 2019     | nessuna              |           |                                      |
| 2020     | Tampa Bay Buccaneers | 11-5-0    | vittoria nel Super Bowl LV           |
| 2021     | nessuna              |           |                                      |
| 2022     | nessuna              |           |                                      |
| 2023     | nessuna              |           |                                      |
| 2024     | nessuna              |           |                                      |

## Partecipazioni totali ai play-off
| Squadra              | Vittorie nella division | Qualificazioni ai play-off | Partecipazioni/vittorie al Super Bowl |
| -------------------- | ----------------------- | -------------------------- | ------------------------------------- |
| Tampa Bay Buccaneers | 7                       | 8                          | 2/2                                   |
| New Orleans Saints   | 7                       | 9                          | 1/1                                   |
| Carolina Panthers    | 5                       | 7                          | 2/0                                   |
| Atlanta Falcons      | 4                       | 8                          | 2/0                                   |